# Playa de Torbas
La playa de Torbas es una playa del concejo de El Franco, en la zona occidental de Asturias (España).
Está situada al este del «cabo Blanco», en el pueblo de Valdepares. Pertenece a la Costa Occidental de Asturias y pese a no estar incluida en la franja que comprende el Paisaje Protegido de la Costa Occidental de Asturias, presenta dos tipos de protección medioambiental, ya que está catalogada como ZEPAy LIC.

## Descripción
Su configuración es la de una ensenada y la arena tiene una longitud de unos 100 a 110 metros y una anchura media de 30 a 35 metros, de color oscuro y grano de tamaño medio. Al tener la forma de ensenada, lo normal es que sus aguas sean tranquilas la mayor parte del año. Es una playa muy poco concurrida y no tiene servicio de socorrismo ni ningún otro. Su entorno tiene un grado de urbanización bajo y de tipo rural.
La playa tiene una desembocadura fluvial y la pesca submarina y la recreativa son las actividades más recomendadas. Debido al gran número de piedras que hay, no es recomendable ir con niños.

### Accesos
Hay dos accesos a la Playa de Torbas. Ambos accesos son peatonales y de un km aproximadamente.
- Primer acceso

Está indicado en la carretera general N-634. Siguiendo la indicación se llega a un castillo que hay que rodear y se accede a una pista que se bifurca más adelante; se debe tomar el camino de la izquierda siguiendo con el vehículo hasta donde prudentemente es posible. Desde allí se va andando unos 500 m hasta la playa.
- Segundo acceso

Parte desde el cartel señalizador de Valdepares. Después de coger esta desviación se llega hasta una fábrica de muebles y en la primera curva que hay hacia la izquierda se tiene que seguir de frente hasta llegar a un torreón medieval. En este punto se sigue el camino que se dirige hacia el «cabo Blanco» y desde allí a la playa es fácil llegar pues está a la vista.